# 1937 في بولندا
فيما يلي قوائم الأحداث التي وقعت خلال عام 1937 في بولندا.

## كتب
من الكتب التي صدرت هذه السنة في بولندا:
- 1 أكتوبر – فيرديدوركه من تأليف فيتولد غومبروفيتش.

## مواليد

### مارس
- 19 مارس – ايكون كرينز

### أكتوبر
- 26 أكتوبر – راينهارد هوبنر
- 27 أكتوبر – بيتر ستيغ

## وفيات

### سبتمبر
- 1 سبتمبر – كارل أدولف لوترباخ (مواليد 1864) عالم نبات ألماني.

### ديسمبر
- 20 ديسمبر – إريش لودندورف (مواليد 1865)